# Dnipro T103
Dnipro Т103 – typ trolejbusu wytwarzanego od 2013 r. z użyciem gotowych części trolejbusów MAZ 103T w ukraińskich zakładach Jużmasz w Dnieprze.

## Konstrukcja
Dnipro Т103 to miejski trolejbus niskowejściowy z dwuosiowym nadwoziem. Po prawej stronie nadwozia zamontowano troje dwupłatowych drzwi składanych. Napęd trolejbusu w zależności od odmiany stanowi jeden silnik asynchroniczny zasilany z falownika lub silnik prądu stałego. W przedziale pasażerskim umieszczono 25 miejsc siedzących. Trolejbus wyposażony jest w rozkładaną rampę umożliwiająca dostęp do pojazdu osobom na wózkach inwalidzkich. W miejsce białoruskiego wyposażenia elektrycznego Eton zamontowano mołdawskie wyposażenie firmy Informbiznes.

## Modyfikacje
- Dnipro Т10300 – odmiana z silnikiem prądu stałego DK-211M;
- Dnipro Т10322 – odmiana z silnikiem asynchronicznym DTA-2U1.

## Dostawy
| Państwo        | Miasto         | Lata dostaw     | Liczba | Numery taborowe      |       |
| -------------- | -------------- | --------------- | ------ | -------------------- | ----- |
| Ukraina        | Bachmut        | 2014            | 1      | 301                  | [ 2 ] |
| Ukraina        | Biała Cerkiew  | 2019            | 1      | 023                  | [ 3 ] |
| Ukraina        | Dniepr         | 2014–2015       | 11     | 1548–1552, 2542–2547 | [ 4 ] |
| Ukraina        | Kropiwnicki    | 2016–2017       | 20     | 101–120              | [ 5 ] |
| Ukraina        | Krzywy Róg     | 2018            | 8      | 673–680              | [ 6 ] |
| Ukraina        | Mariupol       | 2013, 2016–2017 | 13     | 205–212, 214–218     | [ 7 ] |
| Ukraina        | Sorokyne       | 2014            | 2      | 001–002              | [ 8 ] |
| Ukraina        | Zaporoże       | 2015            | 6      | 101-106              | [ 9 ] |
| Łączna liczba: | Łączna liczba: | Łączna liczba:  | 62     |                      |       |